# Tetrad Islands
Die Tetrad Islands sind eine Inselgruppe, bestehend aus vier kleinen Inseln im Palmer-Archipel vor der Westküste der Antarktischen Halbinsel. Die Inseln liegen südöstlich des Borge Point von Trinity Island.

## Erforschung
Die Inseln wurden erstmals vom norwegischen Walfänger Hans Borge (1873–1946), Kapitän des Walfangschiffes Polynesia, kartiert. Borge war in den Jahren 1913–14 in dieser Gegend auf Walfang und erstellte Karten des Gebiets. Nach der Erkundung des Areals durch die 6. Chilenische Antarktisexpedition (1951–1952) erhielt eine der Inseln den Namen Islote Gastón, vermutlich benannt nach Gastón Kulczewski Silva, der damals die Arturo-Prat-Station leitete. Die nördlichste und größte Insel wurde Islote Leucotón genannt, nach der Leucotón, einem Patrouillenschiff der Expedition. Die beiden kleineren Inseln sind die Islote Beltrán südlich der Islote Leucotón und die bislang inoffiziell so benannte Islote Entrada am südlichen Ende der Gruppe. Die Inseln wurden auf argentinischen Karten von 1952 verzeichnet.
Nachdem die Falkland Islands and Dependencies Aerial Survey Expedition 1956 Luftaufnahmen der Inseln anfertigte, erhielt die Inselgruppe im Jahr 1960 vom UK Antarctic Place-Names Committee (UK-APC) den Namen Tetrad Islands (von englisch tetrad – Tetrade, Vierheit), da sie aus vier Inseln besteht. Der argentinische Name lautet Islotes Tetraedro.

## Tourismus
Die Inseln wurden u. a. in der Saison 2004–2005 vom Kreuzfahrtschiff M/S Andrea der Elegant Cruises and Tours angesteuert.
Es ist möglich, die Inseln zu betreten, hierzu müssen allerdings mitunter steinige Abhänge erklommen werden.

## Fauna
Im Spätsommer kann auf den Inseln eine große Zahl Robben vorgefunden werden. Einem Handbuch der Region des Foreign and Commonwealth Office zufolge brüten hier etwa 180 Zügelpinguin-Pärchen (Pygoscelis antarctica) und mehrere hundert Pärchen des Antarktischen Kormorans (Phalacrocorax atriceps bransfieldensis).